# Вяземка (Земетчинський район)
Вя́земка (рос. Вяземка) — село у складі Земетчинського району Пензенської області, Росія.
Населення — 680 осіб (2010; 951 у 2002).
Національний склад станом на 2002 рік:
- росіяни — 100 %